# گونیومتر

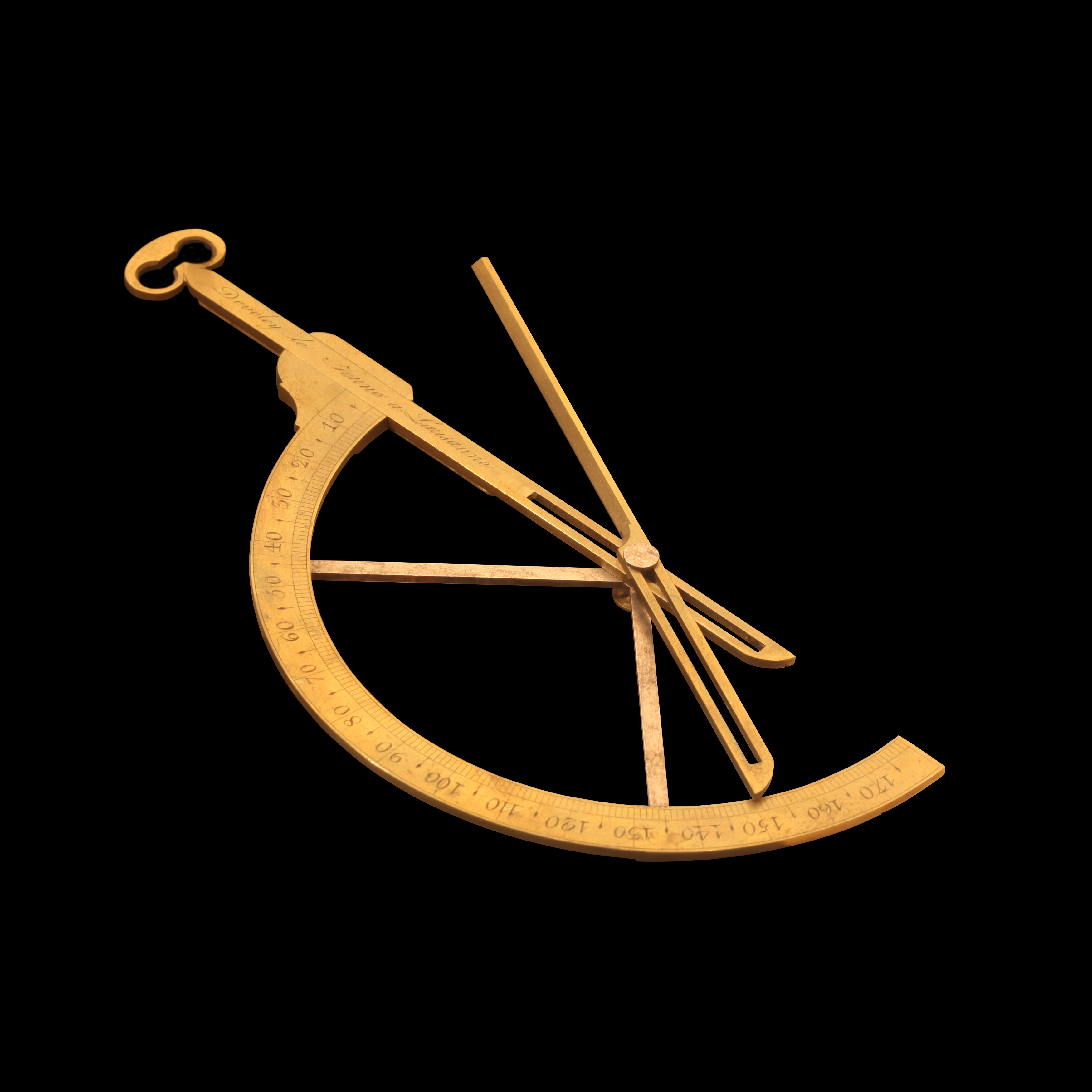
گونیومتر ساخته Develey le Jeune در لوزان، اواخر سدهٔ ۱۸ و اوایل سدهٔ ۱۹

گونیومتر یا گونیامتر؛(به انگلیسی: Goniometer)، ابزاری است از نوع نقاله که زاویه را اندازه‌گیری می‌کند یا چرخاندن یک جسم را در یک موقعیت زاویه‌ای دقیق امکان‌پذیر می‌کند. اصطلاح گونیومتر از دو واژهٔ یونانی، (gōnia)، به معنی زاویه، و (metron) به معنی اندازه‌گیری، گرفته شده است.
اولین توصیف یک گونیومتر، برگرفته از اخترشناسی، ظاهراً در سال ۱۵۳۸ توسط یما فریسیوس انجام شده است.

## کاربرد

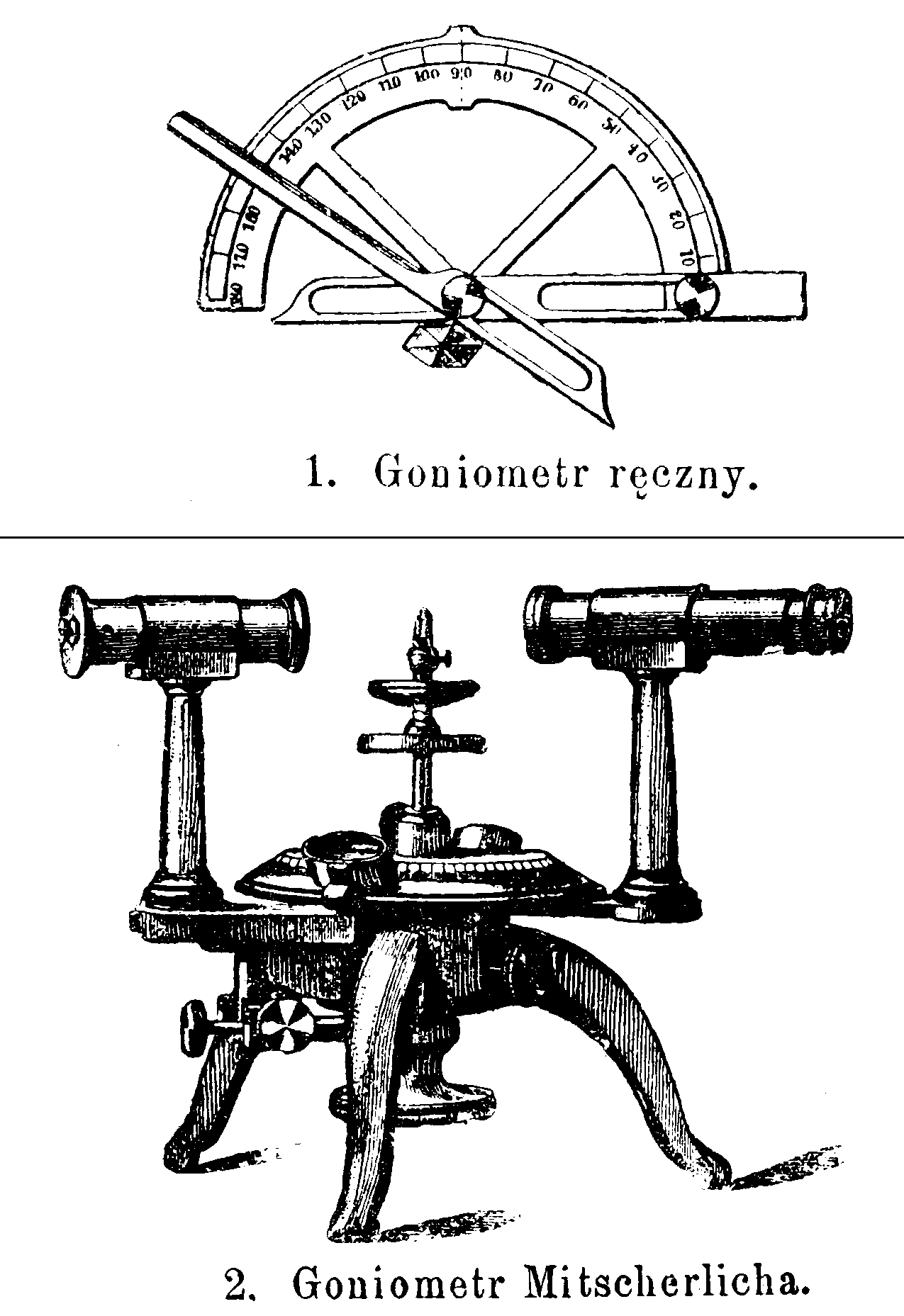
کاربرد گونیومتر در تلسکوپ

### نقشه‌برداری
قبل از اختراع تئودولیت، از گونیومتر در نقشه‌برداری استفاده می‌شد. استفاده از مثلث به ژئودزی در نسخه دوم (1533) Cosmograficus liber توسط پتری آپیانی به عنوان یک ضمایم ۱۶ صفحه ای توسط فریسیوس با عنوان Libellus de locorum përshkrendorum ratione شرح داده شد.

### ارتباطات
جهت‌یاب بلینی–توسی (Bellini-Tosi) نوعی جهت‌یاب رادیویی بود که از جنگ جهانی اول تا جنگ جهانی دوم به‌طور گسترده مورد استفاده قرار می‌گرفت.

### بلورنگاری
در بلورنگاری از گونیومتر برای اندازه‌گیری زاویه‌های صورت‌های کریستالی استفاده می‌شود. این ابزار همچنین در پراش پرتو ایکس برای چرخش نمونه‌ها استفاده می‌شود. تحقیقات پیشگامانه فیزیکدان ماکس فون لائو و همکارانش در مورد ساختار اتمی کریستال‌ها در سال ۱۹۱۲ شامل استفاده از یک گونیومتر بود.

### اندازه‌گیری نور
گونیوفتومتر توزیع فضایی نور قابل مشاهده در چشم انسان را در یک موقعیت زاویه‌ای خاص اندازه‌گیری می‌کند.

## در پزشکی
گونیومتر برای مستندسازی دامنهٔ حرکت اولیه و متعاقب آن، در ویزیت‌های مربوط به جراحات شغلی، و توسط ارزیابان معلولیت برای تعیین یک ناتوانی دائمی استفاده می‌شود. این برای ارزیابی پیشرفت و همچنین برای اهداف پزشکی - قانونی است. این ابزاری برای ارزیابی علائم وادل است (یافته‌هایی که ممکن است نشان دهندهٔ بزرگ شدن علائم باشد)

### درمان توانبخشی
در فیزیوتراپی، کاردرمانی،ارتز و پروتز و تمرینات ورزشی، گونیومتر ابزاری است که دامنه حرکت مشترک مفصل حرکتی بدن را اندازه‌گیری می‌کند. این ابزار اندازه‌گیری یک ابزار بالینی مفید و کلینیکی است که امکان اندازه‌گیری هدف را به منظور ردیابی دقیق پیشرفت در یک برنامه توانبخشی فراهم می‌کند.